# Bruno Henrique (Fußballspieler, 1989)
Bruno Henrique, vollständiger Name Bruno Henrique Corsini, (* 21. Oktober 1989 in Apucarana) ist ein brasilianischer Fußballspieler. Er wird auf der Position eines zentralen Mittelfeldspielers eingesetzt, alternativ spielt er im defensiven Mittelfeld. Sein spielstarker Fuß ist der rechte.

## Verein
Bruno Henrique startete in seiner Jugend beim Iraty SC. Hier schaffte er 2008 auch den Sprung in den Profikader. Sein erster nachweisbarer Auftritt für den Klub in einem offiziellen Pflichtspiel ist am 18. Juli 2010 in der Série D. Im Spiel gegen den EC Pelotas stand Bruno Henrique in der Startelf und erzielte in der 88. Minute das Tor zum 2:1-Endstand.
Zur Saison 2012 wechselte Bruno Henrique zum Londrina EC. Mit dem Klub trat er weiterhin in der Série D und der Staatsmeisterschaft von São Paulo an. Zur Meisterschaftssaison 2013 wurde Bruno Henrique dann an den Associação Portuguesa de Desportos bis Ende des Jahres ausgeliehen. Bei dem Klub spielte Bruno Henrique künftig in Brasiliens oberster Spielklasse der Série A. Seinen Einstand in der Liga gab Bruno Henrique am 21. Juli 2013, dem 8. Spieltag der Série A 2013. Im Auswärtsspiel gegen den Goiás EC stand er in der Startelf. Das erste Série A Tor gelang Bruno Henrique noch in derselben Saison. Im Heimspiel gegen Criciúma EC am 1. August 2013 traf er in der 68. Minute zur 1:0-Führung (1:1).
Am Ende Nach am Ende des Leihgeschäftes kehrte Bruno Henrique nicht zu Londrina zurück. Der Klub nahm Anfang Januar 2014 ein Angebot von SC Corinthians an, bei welchem der Spieler einen Kontrakt über vier Jahre unterschrieb. Bei Corinthians kam Bruno Henrique zu regelmäßigen Einsätzen. Hier gab er auch sein Debüt auf internationaler Klubebene. In der Copa Libertadores 2015 traf sein Klub am 4. Februar 2015 in der Qualifikationsrunde im Hinspiel auf Once Caldas. In der Partie wurde Bruno Henrique in der 85. Minute für Elias Mendes Trindade eingewechselt. In dem Wettbewerb schlossen sich noch vier weitere Einsätze an, in denen er immer von der Reservebank kam. Erst bei seinen sieben Einsätzen im Folgeturnier 2016 stand Bruno Henrique jedes Mal in der Startelf. Vorher noch feierte er mit Corinthians seinen bis dato größten Erfolg. 2015 konnte er mit der Mannschaft den sechsten Meistertitel für den Klub gewinnen. Bruno Henrique stand dabei in 22 von 38 möglichen Spielen auf dem Platz und erzielte ein Tor.
Nachdem Bruno Henrique wettbewerbsübergreifend 125 Spiele (sieben Tore) für Corinthians bestritten hatte, wurde er im August 2016 nach Italien verkauft. Der Erstligist US Palermo verpflichtete ihn. Sein erstes Pflichtspiel für Palermo bestritt Bruno Henrique in der Serie A am 10. September 2016. Im Heimspiel gegen den SSC Neapel am 3. Spieltag der Saison, wurde er in der 57. Minute für Mato Jajalo eingewechselt. In der Saison 2016/17 kam Bruno Henrique zu 33 Einsätzen, dabei stand er 24 Mal in der Startelf und erzielte ein Tor. Dieses gelang ihm im Heimspiel gegen den FC Empoli am 28. Mai 2017, dem letzten Spieltag der Saison. In dem Spiel wurde er in der 60. Minute beim Stand von 0:0 für Gennaro Ruggiero eingewechselt. In der 84. Minute traf er dann zum 2:0 (2:1). Dieser Sieg rettete Palermo nicht mehr von dem Abstiegsplatz. Als Tabellenachtzehnter musste der Klub in die Serie B. Bruno Henrique wurde daraufhin wieder abgegeben. Er ging zurück nach Brasilien.
Im Juni 2017 gab der SE Palmeiras die Verpflichtung von Bruno Henrique bekannt. Er etablierte sich schnell in der Mannschaft und bestritt in seiner ersten Saison bei Palmeiras noch 15 Ligaspiele (zwei Tore) und zwei Spiele in der Copa Libertadores. Die Folgesaison 2018 war für Palmeiras und Bruno Henrique überaus erfolgreich. Im Zuge des zehnten Titelgewinns der nationalen Meisterschaft durch Palmeiras, stand er in 33 von 38 Spielen auf dem Platz, davon 27 in der Startelf, und erzielte neun Tore.
Im April 2018 gab der italienische Fußballverband bekannt, dass dieser eine Sperre gegen Bruno Henrique verhängt hat. Als Begründung wurde angeführt, dass der Spieler während seines Aufenthaltes bei Palermo mit einem gefälschten italienischem Pass angetreten sein soll. Die Strafe ist das Ergebnis intensiver Ermittlungen in Italien gefälschter Pässe. Nach Angaben der italienischen Presse wurden in der Stadt Brusciano 300 Staatsbürgerschaftsdokumente für Ausländer unrechtmäßig ausgestellt. Die Hauptbegünstigten waren Brasilianer, darunter Fußball- und Futsal-Spieler. Bruno Henrique bestritt, von der Fälschung etwas gewusst zu haben. Er ging von der Richtigkeit der Dokumente aus, da sein Bruder Douglas bereits die italienische Staatsbürgerschaft erhalten hatte. Eine Auswirkung auf seine Tätigkeit in Brasilien hatte diese Sperre nicht. Im Zuge der Austragung der Copa Libertadores 2020 bestritt Bruno Henrique fünf Spiele für Palmeiras. Der Klub gewann Ende Januar 2021 den Wettbewerb. Er konnte den Titelgewinn aber nicht mehr mitfeiern. Er hatte im Oktober 2020 den Klub verlassen.
Bruno Henrique ging nach Saudi-Arabien zum Ittihad FC. Sein erstes Spiel für den Klub bestritt er in der Saudi Professional League. Am 18. Oktober traf sein Klub Zuhause auf al-Ettifaq. In dem Spiel stand er in der Startelf. Am Ende der Saison 2022/23 feierte er mit dem Verein die saudi-arabische Meisterschaft. Im Juli 2023 ging Bruno Henrique  in seine Heimat zurück. Hier unterzeichnete er einen Kontrakt beim SC Internacional.

## Familie
Der Futsal Spieler Douglas Corsini ist der ältere Bruder von Bruno Henrique.

## Erfolge
Corinthians
- Campeonato Brasileiro de Futebol: 2015

Palmeiras
- Campeonato Brasileiro de Futebol: 2018
- Staatsmeisterschaft von São Paulo: 2020

Ittihad FC
- Saudi-arabischer Meister: 2022/23

## Auszeichnungen
- Bola de Prata: 2018 (mit Palmeiras)
- Prêmio Craque do Brasileirão: 2018 (mit Palmeiras)